# Скрипун очкастий
Скрипун очкастий (Saperda perforata) — вид жуків родини вусачів (Cerambycidae).

## Поширення

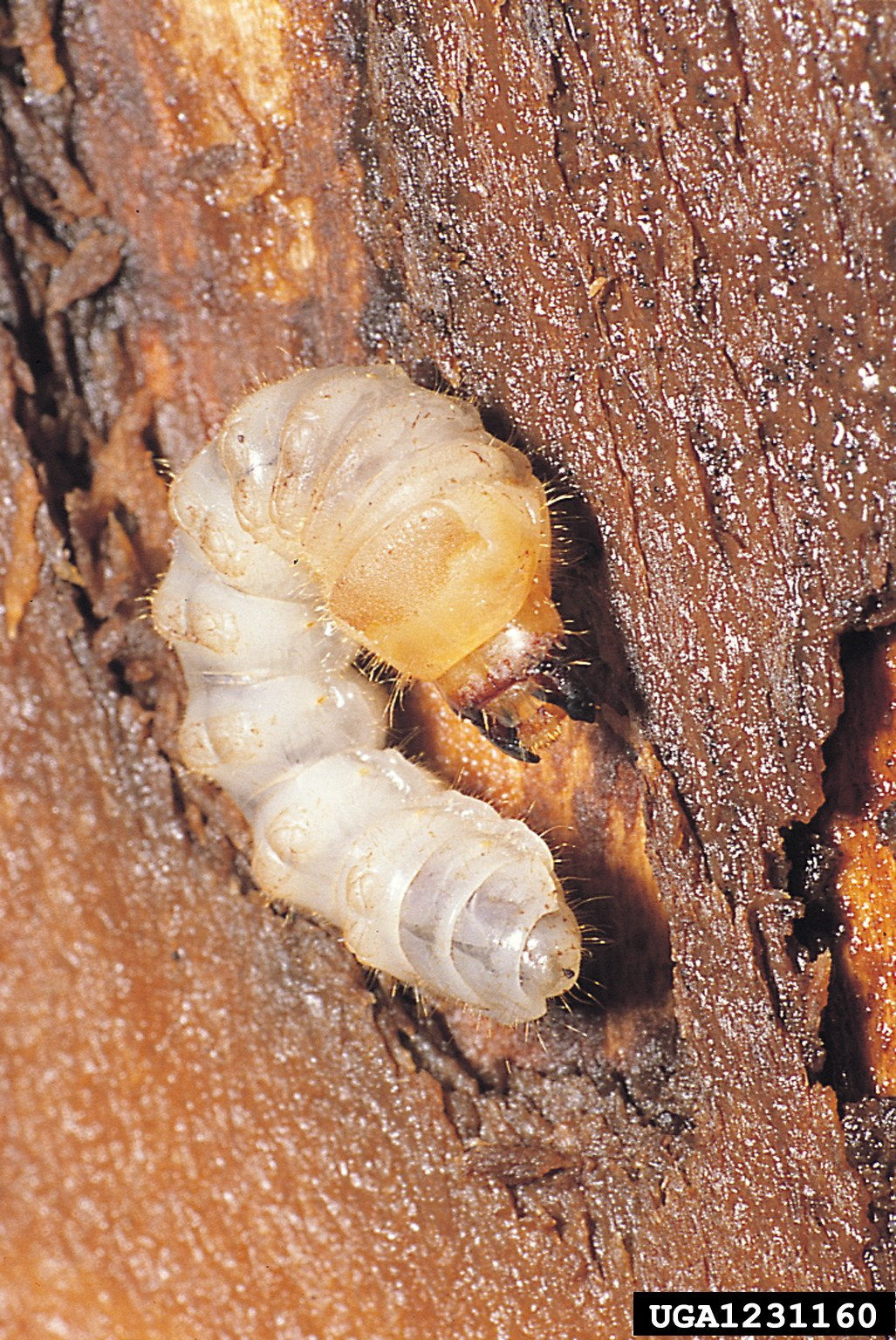
Личинка

Вид поширений в Європі та Північній Азії. Присутній у фауні України.

## Опис
Жук завдовжки 12-20 мм. Забарвлення сіро-зелене або жовтяво-зелене. На передньоспинці є дві пари чорних плям, а на надкрилах ще п'ять пар таких плям. Також на боках є по одній плямі та чорна смуга. Вусики такої ж довжини як тіло. Кожен членик вусиків зеленого кольору з чорним наконечником.
Личинки товсті, білувато-коричневі, з темно-коричневою «головою»

## Спосіб життя
Личинки живляться деревиною тополь (види Populus nigra, Populus alba та Populus tremula). Вони живуть під корою і ніколи не вгризаються в деревину.
На личинок полюють паразитоїдні оси Xorides indicatorius.